# Општина Кобадин (Констанца)
Кобадин (рум. Cobadin) општина је у Румунији у округу Констанца.
Oпштина се налази на надморској висини од 122 m.